# Sharon Corr
Sharon Helga Corr (Dundalk, Ierland, 24 maart 1970) is een musicus en lid van de Ierse popband The Corrs. Ze speelt viool, piano, gitaar en zingt (achtergrondzang). 
Sharon Corr begon op haar 6e viool te spelen. Haar jongere zus Caroline Corr zou eigenlijk viool leren spelen, maar omdat ze bang was voor de wat indrukwekkende pater nam Sharon lessen in haar plaats. Ze heeft in nationale jeugdorkesten gespeeld en is inmiddels zelf gekwalificeerd om vioolles te geven. Voor zover bekend doet ze dit (nog) niet.
In 2005 werden de broer en zussen onderscheiden met een benoeming in de Orde van het Britse Rijk door koningin Elizabeth, in erkenning van hun muzikale talent en hun liefdadigheidswerk (onder andere geld inzamelen voor Freeman Hospital in Newcastle en slachtoffers van het Omagh bombardement).
Sharon Corr schreef onder andere de volgende hits voor The Corrs: "So Young", "Radio", "Rebel Heart","Long Night" en "Goodbye". En de instrumentale stukken: "Silver Strand" en "Rebel Heart" (de laatste was gebruikt als muziekthema voor een mini-televisieserie).

## Solocarrière
Op 15 juli 2009 verscheen Sharon Corr bij This Morning, nadat ze door presentator Philip Schofield via Twitter uitgenodigd was om te praten over haar nieuwe single en debuutsoloalbum. Direct daarna werd ze bij de studio door acteur Robert Llewellyn opgepikt in een Lexus hybride auto en naar de luchthaven Heathrow gereden. De reis is gefilmd voor het programma Carpool.
Dream of You bevat, naast een aantal covers, zelf geschreven nummers waarin Sharon Corr zelf viool en piano speelt. Ze wordt begeleid door Anthony (Anto) Drennan op gitaar, Keith Duffy op bass en Jason Duffy op drums en Fiachra Trench orkest. De eerste single, It's Not A Dream, is op 28 augustus in Ierland en 31 augustus in Groot-Brittannië verschenen. Voorafgaand hieraan waren er optredens bij onder andere Isle of Wight Festival en Glastonbury Festival.
In juli 2009 werd ze, onder meer dankzij de massale inzet van fans van over de hele wereld, eerste in de Ms Twitter UK Competition. In 2010 leidde haar solocarrière tot het debuutalbum Dream of You. Haar tweede album The Same Sun werd voorafgaand aan haar Nederlandse tournee in november 2013 uitgebracht. In tegenstelling tot haar eerste album, werkte Sharon Corr voor dit album samen met andere schrijvers, onder wie Don Mescall.

## Persoonlijk leven
Sharon Corr trouwde in 2001 met Gavin Bonnar, een advocaat uit Belfast. Ze hebben elkaar ontmoet toen The Corrs de videoclip voor Runaway opnamen. In maart 2006 kreeg ze een zoon en in juli 2007 een dochter. Sharon Corr is nog steeds woonachtig in Zuid-Belfast.

## Andere opnames
Net als ze No Frontiers met Caroline Corr zingt, zingt Corr Dimming of the Day en de demo versie van Goodbye. In 1999 heeft ze vioolstukken voor Jean Michel Jarre's Rendez-vous à Paris, die in 2000 op het album Metamorphoses verscheen, opgenomen. In 2008 heeft ze ook twee liedjes met Bryn Terfel opgenomen en in 2009 zong ze Ammarrado a Ti met de Spaanse zanger Alex Ubago.

## Discografie

### Met The Corrs

#### Albums
- 1995: Forgiven, Not Forgotten
- 1997: Talk on Corners
- 2000: In Blue
- 2004: Borrowed Heaven
- 2005: Home
- 2015: White Light

#### Compilatiealbums
- 2001: Best of The Corrs
- 2006: Dreams: The Ultimate Corrs Collection
- 2007: The Works

#### Livealbums
- 1997: The Corrs - Live
- 1999: The Corrs Unplugged
- 2002: VH1 Presents: The Corrs, Live in Dublin

### Solocarrière

#### Albums
- 2013: The Same Sun
- 2010: Dream of You

#### Singles
- 2013: "Take A Minute"
- 2009: "It's Not a Dream"
- 2009: "Me and My Teddy Bear"
- 2010: "Everybody's Got To Learn Sometime"

### Gastoptredens
- 1999: "Rendez-vous à Paris" (Jean-Michel Jarre)
- 2008: "First Love - Songs from the British Isles" (Bryn Terfel)
- 2009: "Amarrado a Tí" (Álex Ubago)